# Partit de les Regions de Lituània
El Partit de les Regions de Lituània (en lituà: Lietuvos regionų partija, LRP), fundat com a Partit Laborista Socialdemòcrata de Lituània (Lietuvos socialdemokratų darbo partija, LSDDP) és un partit de centreesquerra de Lituània.

## Història
El partit es va crear com a conseqüència d'una escissió del LSDP després de la decisió d'aquest de trencar el govern de coalició amb la Unió Lituana d'Agricultors i Verds al 2017. El grup parlamentari del LSDP es va dividir, 12 diputats díscols amb la direcció van romandre al govern, aconseguint mantenir-lo tot i la decisió del LSDP, anunciant la intenció de crear un nou partit per a acollir la facció rebel, que comptaria també amb el suport d'antics membres del Partit del Treball.
Així, al 2018 es formaria el nou LSDDP, que tot i l'empenta d'haver arrossegat la majoria de diputats del grup parlamentari del LSDP no obtindria bons resultats a les seves primeres eleccions al Parlament Europeu del 2019, amb només el 2.36% i cap representant. El partit va obtenir una mica més del 3% del vot popular i només 3 escons a les eleccions parlamentàries de 2020 (només un diputat, Andrius Palionis, va ser reelegit). Amb això, el partit va esdevenir elegible per a la dotació estatal, però no se li va permetre formar un grup parlamentari separat, ja que es requereix un mínim de set diputats per a la seva formació. Per fer-ho, el LSDDP es va alinear amb els partits de dreta AWPL-ZCHR, Llibertat i Justícia i els diputats independents de dretes Petras Gražulis i Valdemaras Valkiūnas per formar el Grup de Regions Lituà (Lietuvos regionų frakcija).
Al juliol de 2021 el partit va modificar la seva denominació a Partit de les Regions de Lituània. Jonas Pinskus, un exmembre del Partit del Treball que es va unir al LSDDP el 2018, va ser elegit president. Va emfatitzar la necessitat de portar el partit cap a una direcció regionalista i va destacar les creixents diferències entre el Partit de les Regions i el LSDP. A les següents eleccions de 2024 el partit va obtenir només el 1.93% dels vots, perdent tota representació passant a l'àmbit extraparlamentari.

## Resultats electorals

### Eleccions legislatives
| Any  | Líder              | Vots     | %          | Escons   | +/– | Govern            |
| ---- | ------------------ | -------- | ---------- | -------- | --- | ----------------- |
| 2017 | Gediminas Kirkilas | Escissió | Escissió   | 12 / 141 | Nou | Coalició          |
| 2020 | Gediminas Kirkilas | 37,198   | 3.28 (#8)  | 3 / 141  | 9   | Oposició          |
| 2024 | Jonas Pinskus      | 23,547   | 1.93 (#12) | 0 / 141  | 3   | Extraparlamentari |

### Parlament Europeu
| Any  | Líder              | Vots   | %          | Escons | +/– | Grup |
| ---- | ------------------ | ------ | ---------- | ------ | --- | ---- |
| 2019 | Gediminas Kirkilas | 29,592 | 2.36 (#12) | 0 / 11 | Nou | –    |
| 2024 | Živilė Pinskuvienė | 35,596 | 5.25 (#9)  | 0 / 11 | =   | –    |